# Association de la Jeunesse Auxerroise 1995-1996
Questa voce raccoglie le informazioni riguardanti la Association de la Jeunesse Auxerroise nelle competizioni ufficiali della stagione 1995-1996.

## Maglie e sponsor
Lo sponsor tecnico per la stagione 1995-1996 è Uhlsport, mentre lo sponsor ufficiale è Poulets DUC.
| Manica sinistra · Manica sinistra · Maglietta · Maglietta · Manica destra · Manica destra · Pantaloncini · Pantaloncini · Calzettoni |

## Organigramma societario
Area direttiva
- Presidente: Jean-Claude Hamel
- Amministratore: Jean Edy

Area tecnica
- Direttore sportivo: Guy Roux
- Allenatore: Guy Roux
- Allenatore in seconda: Dominique Cuperly

## Rosa
| N. |                       | Ruolo | Calciatore         |
| -- | --------------------- | ----- | ------------------ |
|    | Francia (bandiera)    | P     | Lionel Charbonnier |
|    | Francia (bandiera)    | P     | Fabien Cool        |
|    | Francia (bandiera)    | P     | Ronan Le Crom      |
|    | Francia (bandiera)    | D     | Joël André         |
|    | Francia (bandiera)    | D     | Laurent Blanc      |
|    | Francia (bandiera)    | D     | Frédéric Danjou    |
|    | Francia (bandiera)    | D     | Alain Goma         |
|    | Madagascar (bandiera) | D     | Franck Rabarivony  |
|    | Francia (bandiera)    | D     | Christophe Rémy    |
|    | Francia (bandiera)    | D     | Franck Silvestre   |
|    | Nigeria (bandiera)    | D     | Taribo West        |
|    | Francia (bandiera)    | C     | Christian Henna    |
|    | Francia (bandiera)    | C     | Yann Lachuer       |

| N. |                      | Ruolo | Calciatore          |
| -- | -------------------- | ----- | ------------------- |
|    | Francia (bandiera)   | C     | Sabri Lamouchi      |
|    | Francia (bandiera)   | C     | Corentin Martins    |
|    | Mauritius (bandiera) | C     | Désiré Périatambée  |
|    | Algeria (bandiera)   | C     | Moussa Saïb         |
|    | Algeria (bandiera)   | C     | Abdelhafid Tasfaout |
|    | Francia (bandiera)   | C     | Philippe Violeau    |
|    | Francia (bandiera)   | A     | Christophe Cocard   |
|    | Francia (bandiera)   | A     | Thomas Deniaud      |
|    | Francia (bandiera)   | A     | Bernard Diomède     |
|    | Francia (bandiera)   | A     | Stéphane Guivarc'h  |
|    | Francia (bandiera)   | A     | Lilian Laslandes    |
|    | Francia (bandiera)   | A     | Fabrice Lepaul      |
|    | Francia (bandiera)   | A     | Georges Moureaux    |

## Risultati

### Coppa UEFA
| Arbitro: | Durkin |

|              |           |          |
| Ulfstein 55’ | Marcatori | 14’ West |

| Arbitro: | Almeida Marçal |

|               |           |  |
| Silvestre 47’ | Marcatori |  |

| Arbitro: | Collina |

|  |           |           |
|  | Marcatori | 23’ Stone |

| Nottingham 31 ottobre 1995 Sedicesimi di finale - Ritorno | Nottingham Forest | 0 – 0 referto | Auxerre | City Ground (26 063 spett.)\| Arbitro: \| Khuisanov \| |
| Arbitro:                                                  | Khuisanov         |               |         |                                                        |

## Statistiche

### Andamento in campionato
| Giornata  | 1  | 2 | 3 | 4  | 5  | 6  | 7 | 8 | 9 | 10 | 11 | 12 | 13 | 14 | 15 | 16 | 17 | 18 | 19 | 20 | 21 | 22 | 23 | 24 | 25 | 26 | 27 | 28 | 29 | 30 | 31 | 32 | 33 | 34 | 35 | 36 | 37 | 38 |
| --------- | -- | - | - | -- | -- | -- | - | - | - | -- | -- | -- | -- | -- | -- | -- | -- | -- | -- | -- | -- | -- | -- | -- | -- | -- | -- | -- | -- | -- | -- | -- | -- | -- | -- | -- | -- | -- |
| Luogo     | T  | C | T | C  | T  | C  | T | C | T | C  | T  | C  | T  | C  | T  | C  | T  | C  | T  | C  | T  | C  | T  | C  | T  | C  | T  | C  | T  | C  | T  | C  | T  | C  | T  | C  | T  | C  |
| Risultato | P  | V | N | P  | P  | V  | V | V | V | V  | P  | V  | V  | P  | P  | V  | V  | V  | P  | N  | P  | N  | V  | V  | V  | P  | V  | P  | N  | V  | V  | V  | V  | V  | N  | V  | N  | V  |
| Posizione | 16 | 8 | 9 | 12 | 17 | 13 | 8 | 5 | 4 | 3  | 4  | 4  | 3  | 4  | 4  | 4  | 3  | 2  | 3  | 3  | 4  | 4  | 3  | 2  | 2  | 3  | 3  | 3  | 3  | 3  | 2  | 2  | 1  | 1  | 1  | 1  | 1  | 1  |

Fonte:  Classements Ligue 1, su lfp.fr.
Legenda:

Luogo: C = Casa; T = Trasferta. Risultato: V = Vittoria; N = Pareggio; P = Sconfitta.